# Кошель Степан Миколайович
Степан Миколайович Кошель (нар. 28 жовтня 1919, Товсте — 1998, Москва) — майор радянської армії, учасник німецько-радянської війни від жовтня 1941 року, Герой Радянського Союзу (1944).

## Життєпис
Степан Кошель народився 28 жовтня 1919 року в селищі Товстому Заліщицького району.
Воював на Південно-Західному, Степовому і Другому Українському фронтах; старший сержант, комісар саперного відділення. Відзначився в боях поблизу м. Дніпропетровська.
Закінчив курси молодших лейтенантів (1945) і військових інженерів (1947).
Служив у Радянській Армії, від 1960 року — майор запасу.
До 1982 року — інженер на заводі в м. Москві (РФ).
Степан Кошель помер у 1998 році. Похований у м. Москві на Калитниківському цвинтарі.

## Нагороди
- орден Леніна,
- орден Вітчизняної війни І ступеня,
- орден Слави ІІІ ступеня,
- орден Червоної зірки,
- бойові медалі[3].

У 1944 році удостоєний звання Героя Радянського Союзу.